# Innokientij Astrachancew
Innokientij Pietrowicz Astrachancew, ros. Иннокентий Петрович Астраханцев (ur. 8 października 1871 r., zm. 30 czerwca 1961 r. w Encarnación) – rosyjski wojskowy (pułkownik), działacz emigracyjny, teozof.

## Życiorys
W 1891 r. ukończył Syberyjski Korpus Kadetów, zaś w 1893 r. 2 Konstantynowską Szkołę Wojskową. W stopniu podporucznika służył w 165 Kowelskim Pułku Piechoty. W 1899 r. jako porucznik przeszedł do 193 Kowelskiego Pułku Piechoty. W tym samym roku zwolniono go do rezerwy. 
Po wybuchu wojny rosyjsko-japońskiej 1904-1905 został zmobilizowany do 12 Syberyjskiego Barnaulskiego Pułku Piechoty. Awansował na sztabskapitana. Był ranny. Po wyleczeniu przeszedł do policji w Sankt Petersburgu. Od 1907 r. w stopniu sztabsrotmistrza służył w Samodzielnym Korpusie Żandarmów. Objął obowiązki adiutanta permskiego gubernialnego zarządu żandarmerii. Następnie pełnił obowiązki adiutanta permskiego policyjnego zarządu kolejowego żanfarmerii, a potem adiutanta grodzieńskiego gubernialnego zarządu żanfarmerii. Od 1908 r. w stopniu rotmistrza był zastępcą kierownika tyfliskiego gubernialnego zarządu żandarmerii. W 1909 r. został zastępcą kierownika kowieńskiego gubernialnego zarządu żandarmerii. Następnie przeniesiono go do wileńskiego gubernialnego zarządu żandarmerii. W 1911 r. został odkomenderowany do średnioazjatyckiego policyjnego zarządu kolejowego żandarmerii. 
Podczas I wojny światowej służył w piotrogrodzkim gubernialnym zarządzie żandarmerii. W 1918 r. wstąpił do nowo formowanych wojsk Białych gen. Antona Denikina. Służył w kontrwywiadzie. Doszedł do stopnia pułkownika. 
W listopadzie 1920 r. wraz z pozostałymi wojskowymi został ewakuowany z Krymu do Gallipoli. Na emigracji zamieszkał w Polsce. Mieszkał w Baranowiczach, zaś od 1928 r. w Warszawie. Od 1922 r. aktywnie w Polskim Towarzystwie Teozoficznym. W II połowie lat 30. zaangażował się w działalność Narodowego Związku Pracujących (NTS). 
W 1944 r. ewakuował się do III Rzeszy. Po zakończeniu wojny wyemigrował do Paragwaju, gdzie wstąpił do armii. W 1949 r. został zastępcą przewodniczącego „Związku Rosyjskiego” w Asunción.